# Callistege mi
Callistege mi — вид лускокрилих комах з родини еребід (Erebidae).

## Поширення
Цей вид поширений на більшій частині Європи, Сибіру, Далекого Сходу Росії та Малої Азії. Трапляється на луках, полях, у степу, розріджених лісах, парках, садах, на посівах багаторічних трав; воліє освітлені місця.

## Опис
Розмах крил 25-36 мм. Передні крила широкі із тупим переднім кутом, буро-сірі. Поперечні смуги трохи темніші за основне забарвлення, з білими просвітами. Темні поперечні перев'язі утворюють на передньому крилі подібність грецької літери μ. Основне забарвлення задніх крил така сама, як і передніх; дві поперечні смуги виконані блідо-жовтими, майже круглими плямами. Півмісячна пляма темна, а поряд з нею розташована світла пляма. У самців основа задніх крил білувата, у самок затемнена. Нижньогубні щупики довші за голову більш ніж в 1,5 рази; спрямовані вгору та назад. Вусики щетинкоподібні з короткими віями. Гомілки всіх ніг несуть шипи.

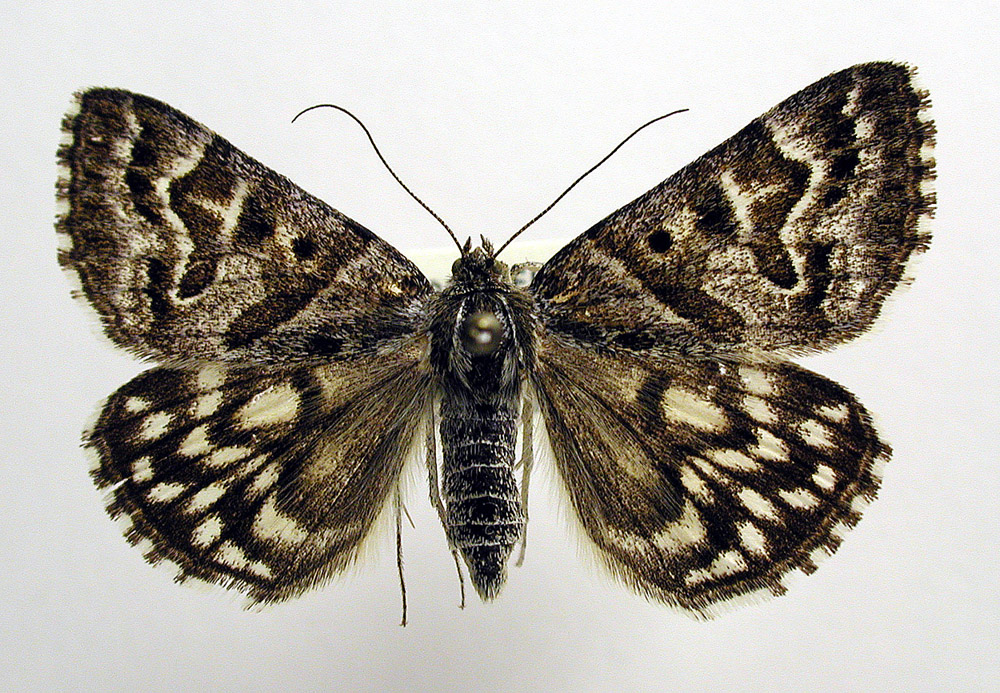
Музейний зразок
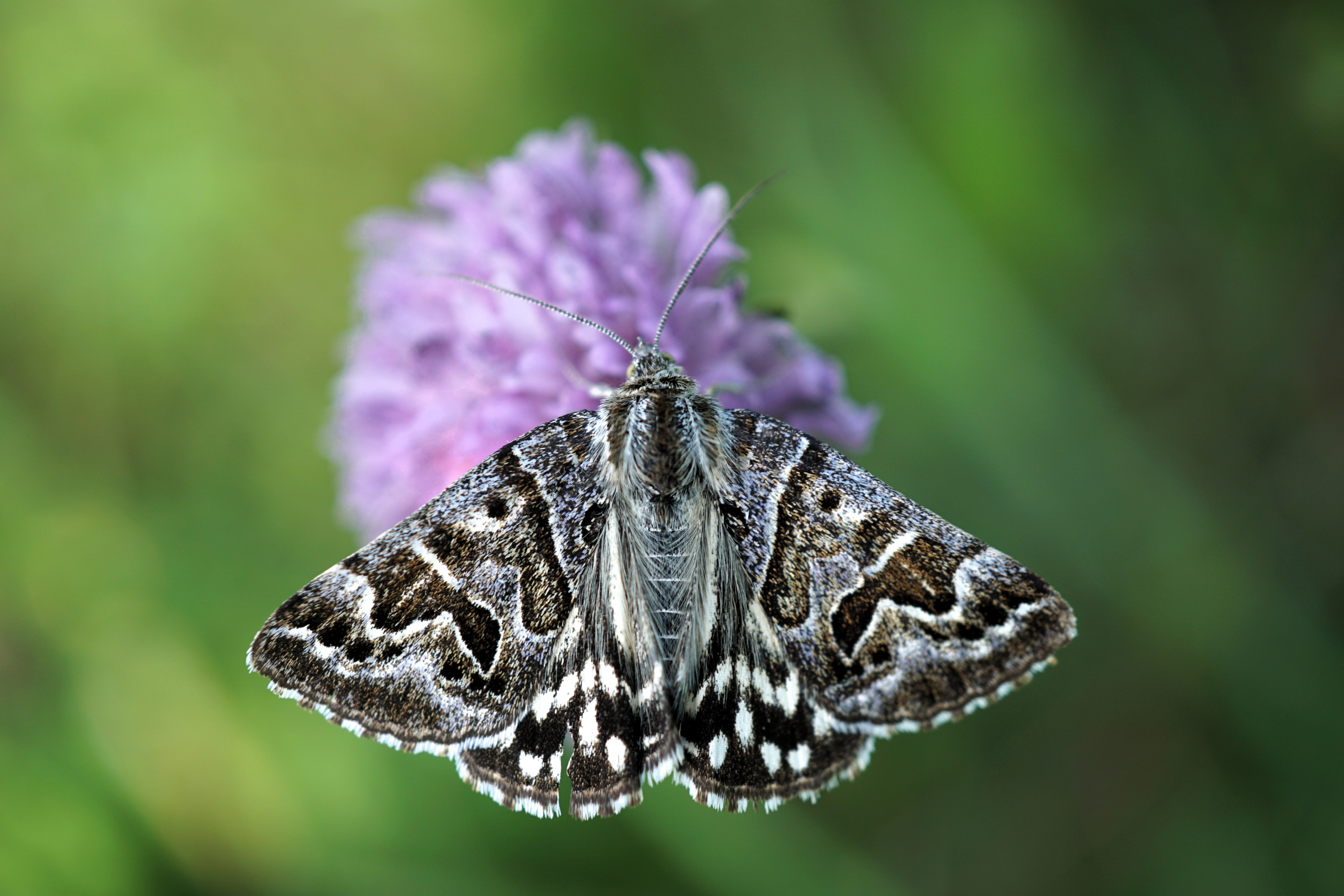
Імаго
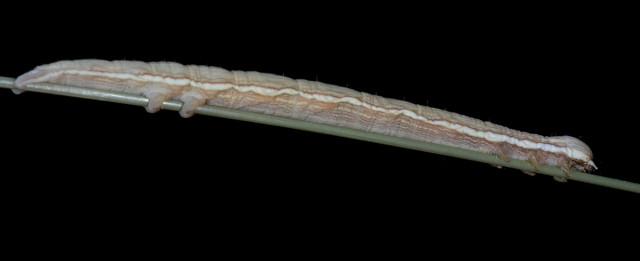
Личинка
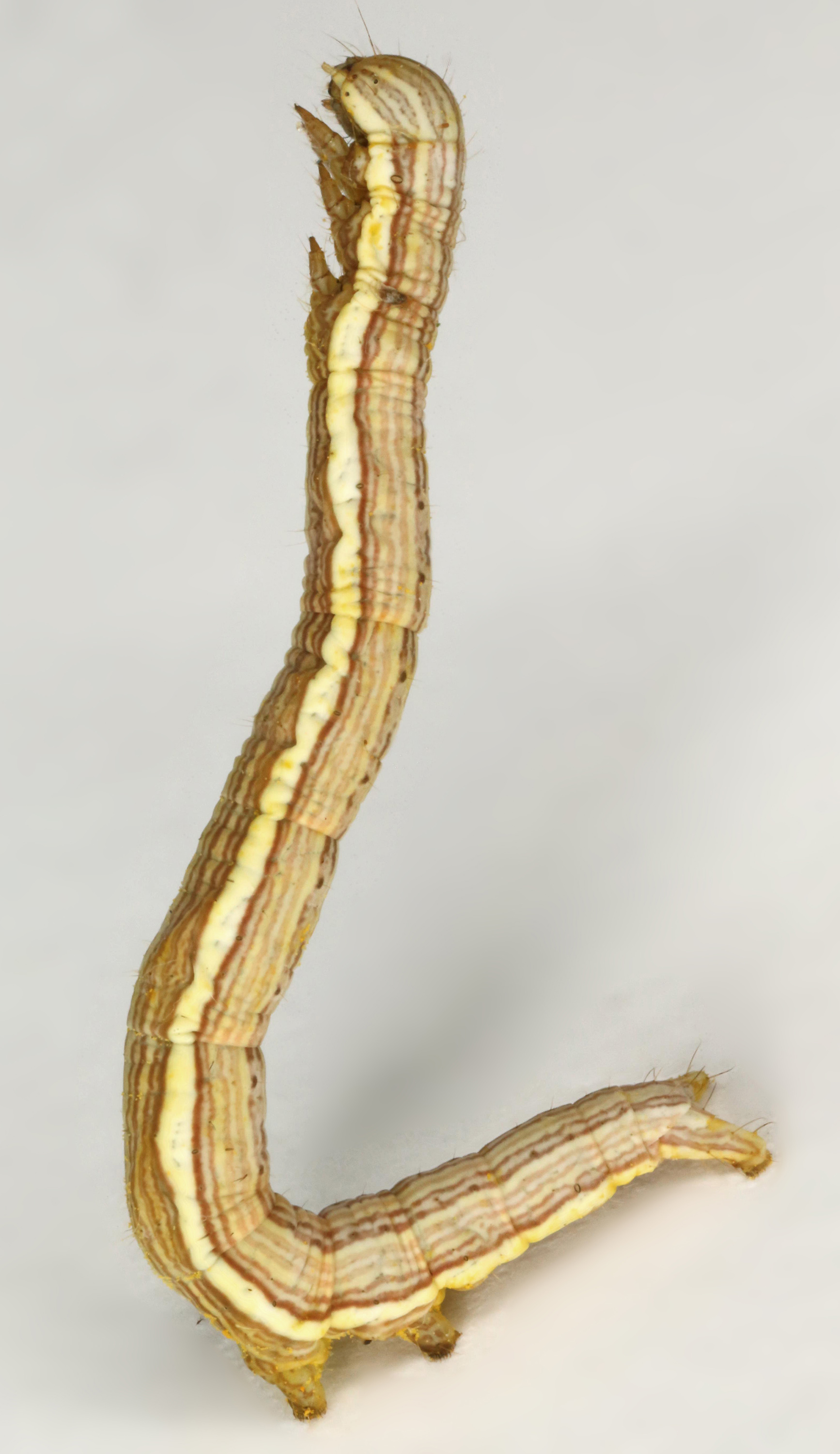
Личинка

## Спосіб життя
Розвивається у двох поколіннях. Період льоту з квітня по липень (1-е покоління) та з кінця липня по вересень (2-е покоління, нечисленне). Активні здебільшого вдень, харчуючись нектаром квіток. Гусениці живуть у травні та липні. Кормовими рослинами гусениць є дрік (Genista), люцерна (Medicago), конюшина (Trifolium), вика (Vicia), щавель (Rumex) та інші трав'янисті рослини. Заляльковуються в коконах у траві на поверхні ґрунту.